# Teatro Metropólitan (álbum)
Teatro Metropólitan es el quinto álbum y primero en vivo de la cantautora mexicana Ely Guerra. El disco fue grabado en vivo en el Teatro Metropólitan de la Ciudad de México durante una presentación en 2006 y fue lanzado el a la venta el 17 de febrero de 2007. Se lanzaron dos versiones de este disco una estándar con 14 canciones y una edición especial de disco doble con 20 canciones. 

## Canciones
1. "Te Amo, I Love You" 4:15
2. "Puerto Vallarta" 6:14
3. "Abusar" 5:59
4. "Para Hacerme Perdonar" 4:41
5. "De la Calle" 4:21
6. "Más Bonita" 5:54
7. "Pa-ra-ti" 3:29
8. "Tengo Frío" 6:15
9. "Silencio" 5:58
10. "Vete" 5:05
11. "Ojos Claros, Labios Rosas" 5:20
12. "Ángel de Amor" 5:22
13. "Mejor Me Voy" 3:36
14. "Yo No" 4:39
15. "Prometo Ser" 5:25
16. "Mi Playa" 4:38
17. "Peligro" 4:33
18. "Dime" 3:44
19. "No Quiero Hablar" 5:51
20. "Quiéreme Mucho" 4:24

## Músicos
- Ely Guerra: Voz, Guitarras
- Hernán Hecht: Batería
- Ezequiel Jaime Netri: Bajo
- Nicolás Santella: Teclados
- Demian Galvez: Guitarras